# Embassament de Kairakkum
L'embassament de Kairakkum (en tadjik: Обанбори Қайроққум; en rus: Кайраккумское водохранилище) també transcrit com Qayroqqum, Qayraqqum, Kayrakum o Kairakum, és un gran llac artificial en el districte de Ghafurov de la província de Sughd, en el nord-oest del Tadjikistan. En 2016, l'embassament va ser rebatejat com Mar del Tadjikistan (en tadjik: Баҳри Тоҷик) pel parlament del país. L'embassament es troba en la part occidental de la vall de Ferganà, en el riu Sirdarià. La capital provincial de Khujand es troba a uns 15 km a l'oest de la presa. També és un lloc Ramsar.